# Diário (agenda)

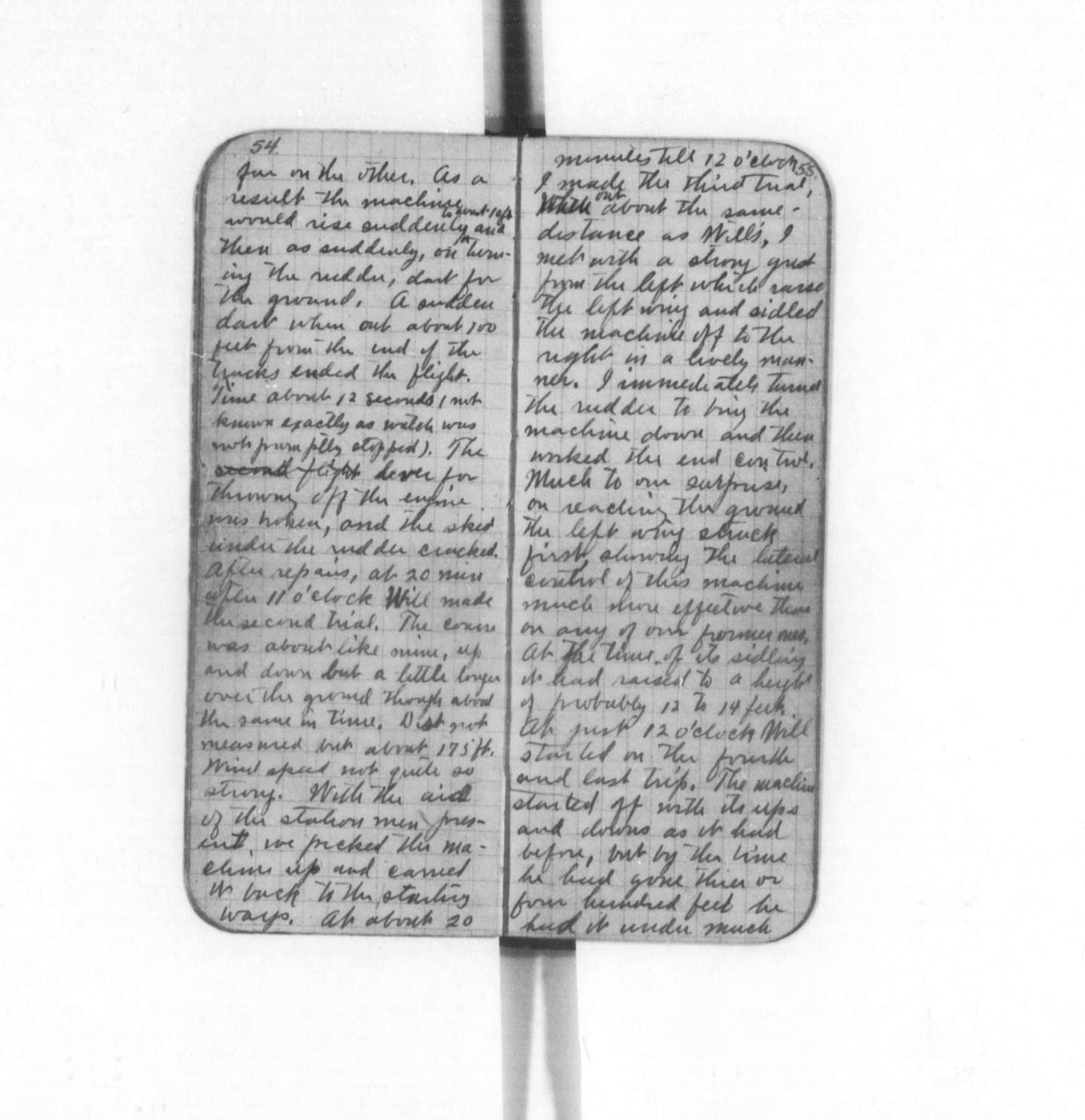
Diário de Orville Wright, onde ele registra o primeiro voo bem-sucedido de um avião.

Diário é um caderno, geralmente de caráter íntimo, onde se fazem anotações que contêm uma narrativa manuscrita, geralmente diária de experiências pessoais que é organizada pela data de entrada das informações. Um diário pessoal pode incluir experiências de uma pessoa e/ou pensamentos, sentimentos e segredos. Alguém que escreve um diário é conhecido como um(a) diarista e ele(a) descreve toda sua vida ali. Existem diários desenvolvidos para fins institucionais que desempenham um papel em muitos aspectos da civilização, como por exemplo, registros governamentais, livros empresariais e registos alegóricos.

## Diários eletrônicos
Os diários também podem ser redigidos em formato eletrônico (por exemplo, blogues), sendo então conhecidos por "diários virtuais" ou "diários da internet".

## Etimologia
A palavra diário deriva do termo latino diarium ("pagamento diário", "registro diário").

## Exemplos de diários
- O Diário de Anne Frank
- O Diário de Zlata Fillipovic
- Diário de um banana
- Quarto de Despejo
- Minha Vida de Menina
- Memorial de Aires